# Oencia
Oencia est une commune d'Espagne dans la province de León, communauté autonome de Castille-et-León. Elle s'étend sur 98,33 km2 et comptait environ 277 habitants en 2024.

## Géographie
Oencia est située à environ 120 km à l'ouest de León  à une altitude d'environ 850 m .
La municipalité se compose de la ville principale d'Oencia et des localités d' Arnadelo , Arnado , Castropetre , Gestoso , Leiroso , Lusio , Sanvitul et Villarrubín .

## Évolution démographique
| Année        | 1900 | 1950 | 1970 | 1981 | 1991 | 2001 | 2011 | 2021 | 2024 |
| ------------ | ---- | ---- | ---- | ---- | ---- | ---- | ---- | ---- | ---- |
| Population   | 2532 | 1815 | 1307 | 976  | 551  | 457  | 354  | 267  | 277  |
| Source: INE. |      |      |      |      |      |      |      |      |      |

## Sites touristiques
- Ruines du château de Lusío.

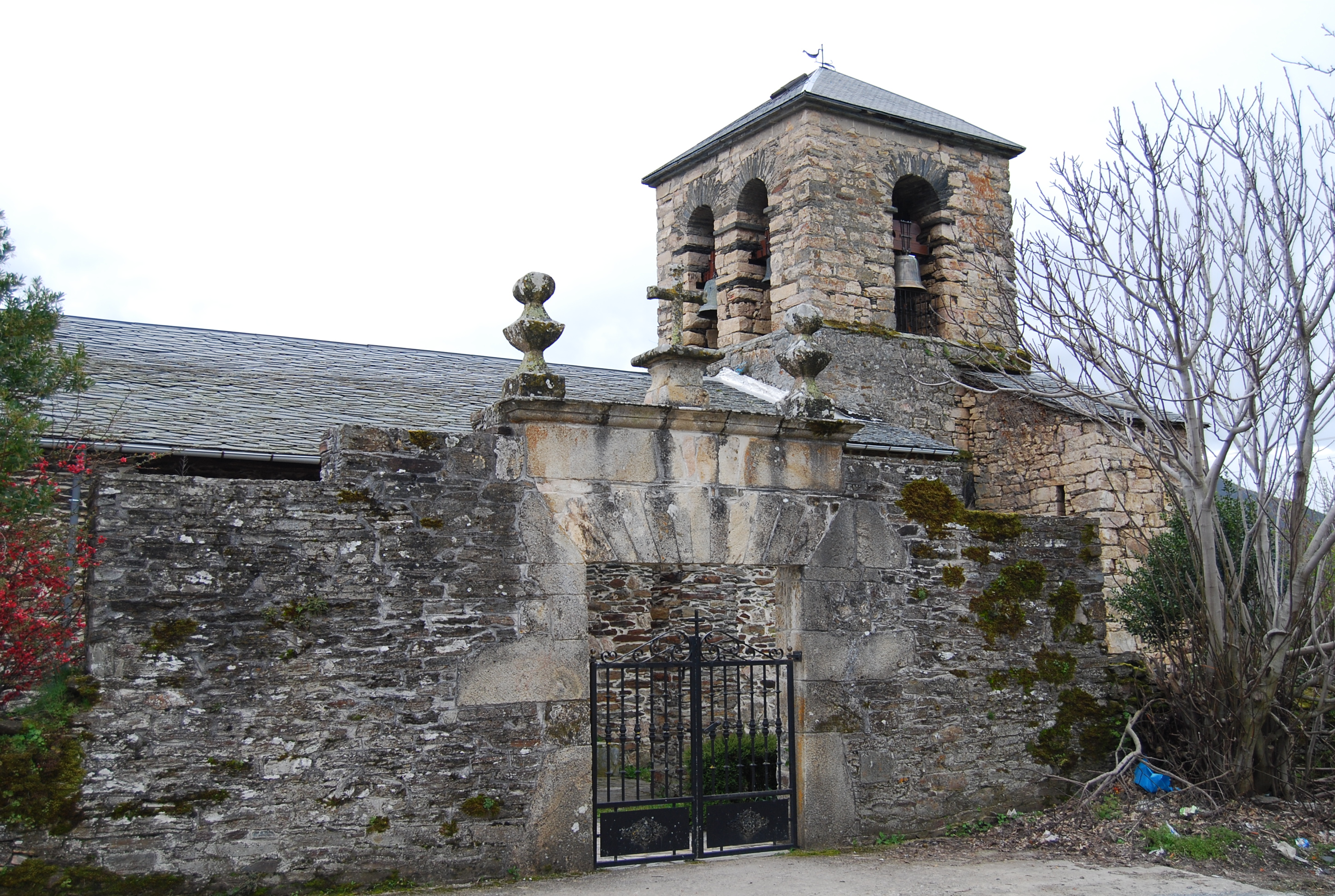
Église Sainte-Marie.
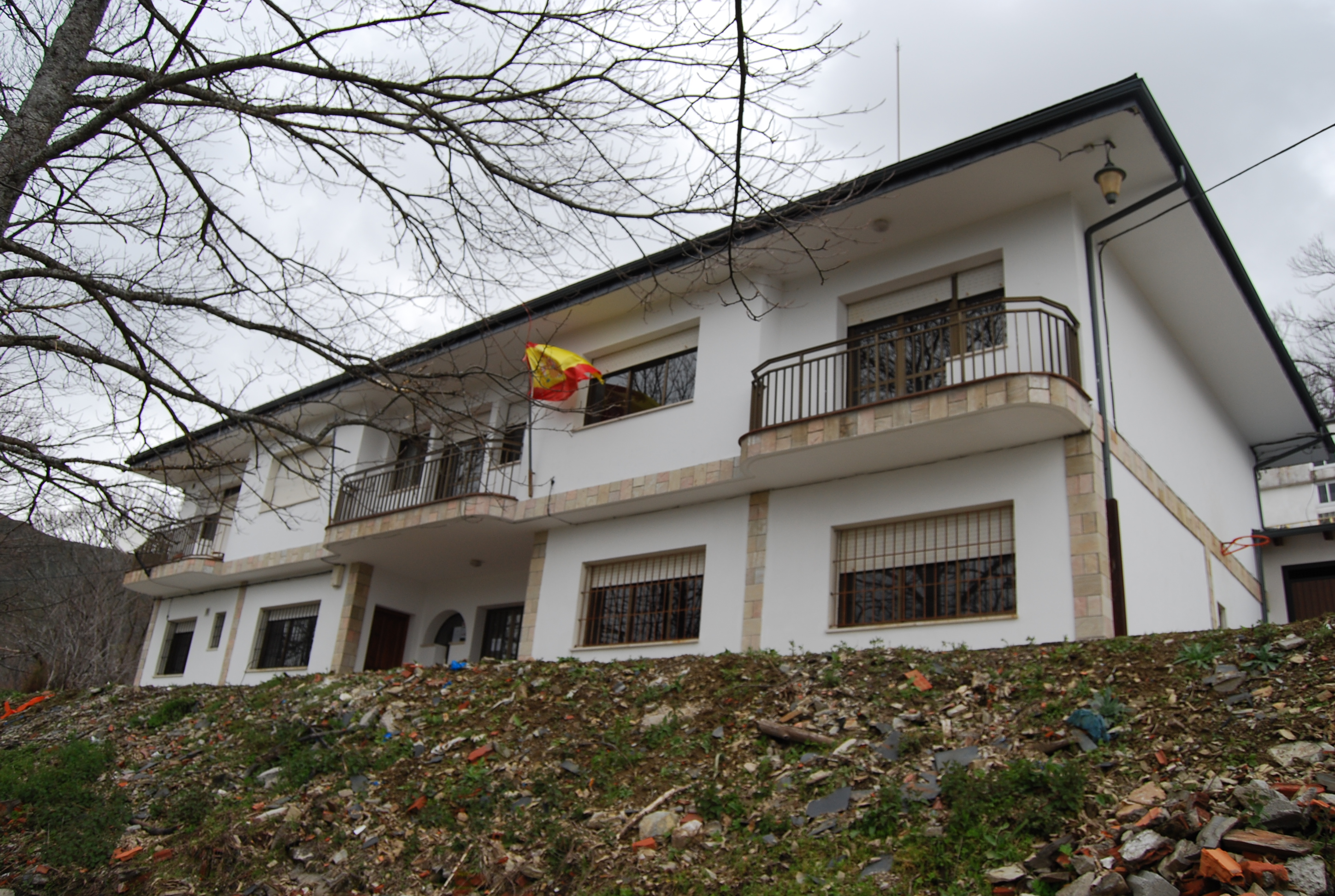
Hôtel de ville.

- Église Sainte-Marie.
- Hôtel de ville.